# Momelin (imię)
Momelin – imię jest spieszczeniem germańskiego imienia Momo i jest jednym z pochodnych. Odpowiednikami tego imienia są: (łac.) Mummolinus, Mommolinus, Momelinus i (fra.) Mommer. Taką samą etymologię mają imiona Mombert, Mummert, Momber czy Mommer. Imieniny obchodzi 16 października.